# Caryl Cordt-Moller
Caryl Cordt-Moller, född 16 juni 2000, är en schweizisk parkourutövare.

## Karriär
Cordt-Moller började med parkour som tioåring. I maj 2024 tog han silver i speed vid världscupen i Montpellier. I september 2024 tog Cordt-Moller brons i speed vid världscupen i Coimbra. I november 2024 tog han guld i speed vid VM i Kitakyūshū.